# Leuctra elisabethae
Leuctra elisabethae är en bäcksländeart som beskrevs av Ravizza, C. 1985. Leuctra elisabethae ingår i släktet Leuctra och familjen smalbäcksländor. Inga underarter finns listade i Catalogue of Life.